# 雍正王朝
『雍正王朝』（ようせいおうちょう、原題：雍正王朝）は、1999年の中華人民共和国のテレビドラマ。全44話。

## 概要
清朝、第五代皇帝・雍正帝の半生を描く中国・歴史ドラマ。康熙王朝、乾隆王朝へ続く二月河・原作「大清帝国・三世の春シリーズ」の第1作目。

## あらすじ
康熙46年（1707年）、黄河の大洪水により無数の田や家屋が流され人身売買が横行していた。被災民の救済のため、第四皇子・胤禛（後の雍正帝）が江南に派遣された。
常に公平な第四皇子の仕事ぶりは、汚職がはびこる朝廷では冷血漢と評されていた。

## スタッフ
- 監督：胡攻
- 原作：二月河

## 登場人物・出演者
| 登場人物                     | 出演者 |
| ---------------------------- | ------ |
| 胤禛（第四皇子、後の雍正帝） | 唐国強 |
| 康熙帝                       | 焦晃   |
| 胤禔（第一皇子）             | 張彦春 |
| 胤礽（皇太子）               | 徐敏   |
| 胤祉（第三皇子）             | 夏和平 |
| 胤禩（第八皇子）             | 王絵春 |
| 胤禟（第九皇子）             | 苗海忠 |
| 胤䄉（第十皇子）             | 劉魁   |
| 胤祥（第十三皇子）           | 王輝   |
| 胤禵（第十四皇子）           | 徐祖明 |
| 年羹堯                       | 杜志国 |
| 秋月                         | 常林   |
| 鄔先生                       | 李定保 |
| 田文鏡                       | 賀生偉 |
| 小翠                         | 張丹丹 |
| 李衛                         | 趙毅   |
| 高福                         | 劉偉   |
| 張五哥                       | 黄湘陽 |
| 阿蘭                         | 王安秋 |
| 張廷玉                       | 杜雨露 |
| 佟国維                       | 廖丙炎 |
| 隆科多                       | 蔡鴻翔 |
| 魏東亭                       | 劉傑   |
| 孫嘉誠                       | 賈兆冀 |
| 劉墨林                       | 万弘杰 |
| 喬引娣                       | 李穎   |
| 弘時                         | 姜光宇 |
| 弘暦                         | 賈致剛 |
| 弘昼                         | 袁世龍 |

## 各話タイトル
| - 第1話 黄河氾濫 - 第2話 父の偉容 - 第3話 孤高の師 - 第4話 国庫回復 - 第5話 厳しい現実 - 第6話 正義と温情 - 第7話 野心 - 第8話 不徳の太子 - 第9話 後継者 - 第10話 王たる器 - 第11話 天下を争わず - 第12話 形勢逆転 - 第13話 報復 - 第14話 百官行述 - 第15話 禍根を断つ - 第16話 訓戒 - 第17話 太子失脚 - 第18話 月光 - 第19話 祝賀の凶音 - 第20話 雍正帝胤禛 - 第21話 新政 - 第22話 貨幣鋳造 | - 第23話 思道喝破 - 第24話 科挙 - 第25話 漏洩 - 第26話 断罪 - 第27話 ともし火 - 第28話 真情 - 第29話 同胞 - 第30話 凱旋 - 第31話 君に忠誠を - 第32話 禅話 - 第33話 地丁銀制 - 第34話 堕落 - 第35話 月翳る - 第36話 御祖の慣 - 第37話 農耕 - 第38話 忍 - 第39話 真実の姿 - 第40話 八旗軍 - 第41話 皇帝に死を - 第42話 切り札 - 第43話 怨嗟の声 - 第44話 雍正帝薨りぬ |